# إل هيرومبلار
بلدية إل هيرومبلار (بالإسبانية: El Herrumblar)‏، هي إحدى بلديات مقاطعة قونكة إحدى مقاطعات إسبانيا، والتي تقع في منطقة قشتالة لا منتشا وسط البلاد، والمائلة لجهة الشرق من إسبانيا.
يبلغ عدد سكانها 752 نسمة وفقاً لإحصائية سنة (2007).